# سینمای ایتالیا

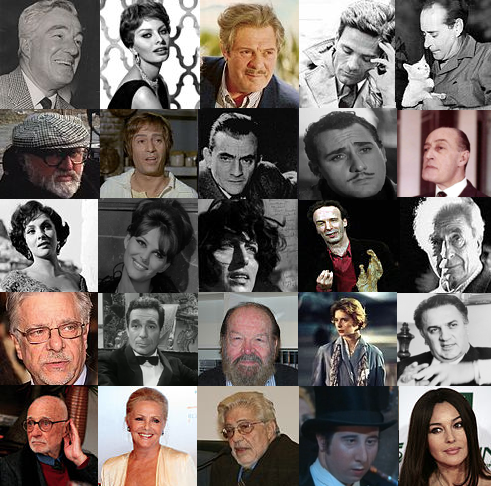
مجموعه‌ای از نخبگان سینمای ایتالیا

سینمای ایتالیا (انگلیسی: Cinema of Italy) شامل فیلم‌های ساخته شده در ایتالیا یا توسط کارگردانان ایتالیایی می‌شود. از آغاز توسعه صنعت فیلم ایتالیا در دههٔ آغازین قرن بیستم فیلمسازان و بازیگران ایتالیایی گهگاه با موفقیت داخلی و جهانی روبرو شده‌اند و در جنبش‌های سینمایی در جهان تأثیرگذار بوده‌اند. تا سال ۲۰۱۸ فیلم‌های ایتالیایی ۱۴ مرتبه و بیش از هر کشوری برندهٔ جایزه اسکار بهترین فیلم زبان خارجی و ۱۲ بار برندهٔ جایزهٔ نخل طلایی یعنی دومین کشور در دنیا پس از ایالات متحده آمریکا شده‌اند.

## سال‌های آغازین
شروع فیلمسازی در ایتالیا در سال ۱۸۹۶ انجام گرفت. ویتوریو کالسینا که همکار برادران لومیر بود، اولین کارگردان سینمای ایتالیا شناخته می‌شود. او در سال ۱۸۹۶ فیلمی از پاپ لئون سیزدهم تهیه کرد. دهه اول قرن بیستم و تا آغاز شروع جنگ جهانی اول، ساخت فیلم‌های هنری در ایتالیا آغاز شد؛ فیلم‌هایی حماسی که از ادبیات غنی اروپایی اقتباس گردید. اتلو محصول ۱۹۰۶ ساخته ماریو کازرینی، آخرین روزهای پمپی محصول ۱۹۰۸ساخته آرتورو آمبروزیو، هوس‌های امپراتور محصول ۱۹۱۳ ساخته انریکو گواتزونی و مهم‌تر از همه کابیریا محصول ۱۹۱۴ ساخته جیوانی پاسترونه از این جمله‌اند. در اواخر دهه ۲۰ و اوایل دهه ۳۰ با ظهور فاشیسم و ناآرامی‌های سیاسی، رشد سینمای این کشور نیز رو به افول نهاد.

## پس از جنگ جهانی دوم و ظهور رئالیسم و نئورئالیسم
لوکینو ویسکونتی، ویتوریو دسیکا، روبرتوروسلینی، فدریکوفلینی، پیر پائولو پازولینی، چزاره زاواتینی و میکل آنجلو آنتونیونی بخشی از فیلمسازان و نویسندگان سینمای ایتالیا بودند که بعد از جنگ جهانی دوم؛ رخوت سینمای این کشور را تکان داده و با فیلم‌هایشان جنبش رئالیسم و نئو رئالیسم ایتالیا را در این کشور ایجاد کردند.
فیلم‌های مهم این دوران مانند دزد دوچرخه ساختهٔ ویتوریو دسیکا، رم شهر بی دفاع ساختهٔ روبرتو روسیلینی، جاده ساختهٔ فدریکو فلینی، روکو و برادرانش ساختهٔ لوکینو ویسکونتی همگی نقاط عطف سینمای ایتالیا در این دوران طلایی به‌شمار می‌آیند.
در اواسط دهه ۵۰ سینمای تجاری ایتالیا نیز بسیار فعال شد و در ادامه تقریباً بدنه سینمای هنری و صاحب سبک را به انزوا کشانید و تولیدات تجاری تا ۲ دهه بعد تقریباً تمام صنعت سینمای این کشور را قبضه کردند. البته این روند باعث شد شهر رم و استودیوی چینه‌چیتا به یک قدرت در سینمای جهان و همچنین بازار هنر تبدیل شود. اگرچه در همین سال‌هاست که سینمای ایتالیا حتی توانست به جوایز معتبر سینمایی نظیر اسکار، گلدن گلوب و بفتا نیز برسد. در این سال‌ها تعدادی دیگر از فیلمسازان این کشور نیز توانستند خلاقیت از خود نشان دهند. سرجو لئونه با ۳ فیلم به خاطر یک مشت دلار، به خاطر چند دلار بیشتر، و خوب بد زشت از پایه‌گذاران سینمای وسترن اسپاگتی شد.

## دهه ۷۰ تاکنون
نسل جدید سینمای هنری ایتالیا در دهه ۷۰ سر و شکل گرفت. سینماگران جدیدی مانند برادران تاویانی، برناردو برتولوچی، و بعدتر روبرتو بنینی و نانی مورتی توانستند جان تازه‌ای به سینمای ایتالیا بدهند. جدای از برادران تاویانی و همچنین برتولوچی که یک نسل از امثال بنینی و مورتی پیشکسوت‌تر هستند، در ۲ دههٔ اخیر نیز بازهم سینماگران قابل اعتنایی از سینمای ایتالیا سر برآوردند. افرادی مانند جوزپه تورناتوره با فیلم‌هایی نظیر سینما پارادیزو، تشریفات ساده، مالنا، باریا و بهترین پیشنهاد و یک دهه بعدتر سینماگرانی مانند پائولو سورنتینو با فیلم زیبایی بزرگ از این جمله‌اند.

## جشنواره‌ها
جشنواره بین‌المللی فیلم ونیز
جشنواره فیلم ونیز (به ایتالیایی: Mostra Internazionale d'Arte Cinematografica di Venezia) قدیمی‌ترین جشنواره سینمایی دنیا و یکی از بزرگ‌ترین جشنواره‌های سینمایی جهان بشمار می‌آید. جشنواره فیلم ونیز نخستین بار در سال ۱۹۳۲ میلادی برگزار شد و در کنار جشنواره‌هایی چون کن و برلین از مهم‌ترین رخدادهای سینمایی اروپا و جهان به‌شمار می‌آید. جشنواره فیلم ونیز در طول سال‌های جنگ دوم جهانی برگزار نمی‌شد و در برخی سال‌ها، بخش مسابقه آن فعال نبوده‌است.
جشنواره فیلم تورین
جشنواره فیلم تورین (به‌طور مختصر TFF) یک جشنواره فیلم بین‌المللی سالانه در تورین ایتالیا است که هر ساله در نوامبر برگزار می‌شود و دومین جشنوارهٔ بزرگ فیلم بعد از جشنواره فیلم ونیز است. این جشنواره در سال ۱۹۸۲ توسط جیانی روندولینو به عنوان جشنوارهٔ بین‌المللی سینمای جیووانی یا جشنوارهٔ سینمای جوان شروع به کار کرد.
دیگر جشنواره‌ها
جشنواره فیلم رم و جشنواره فیلم جیفونی از دیگر رویدادهای مهم سینمایی در ایتالیا می‌باشند.

## آمار و ارقام
در حال حاضر در ایتالیا ۳۲۱۷ سالن سینما وجود دارد و جمعیت سینماروی این کشور سالیانه ۹۷ میلیون نفر گزارش شده ضمن اینکه تولید سالیانه فیلم در ایتالیا نیز حدود ۱۷۰ فیلم برآورد گردیده‌است. بیش از ۵۰ جشنوارهٔ فیلم کوچک و بزرگ اعم از داخلی و بین‌المللی سالیانه در این کشور برگزار می‌شود. مهم‌ترین جشنوارهٔ فیلم ایتالیا جشنواره فیلم ونیز است که در سال ۱۹۳۲ پایه‌گذاری شده‌است.

## نگارخانه

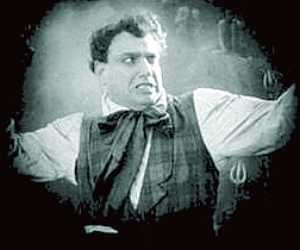
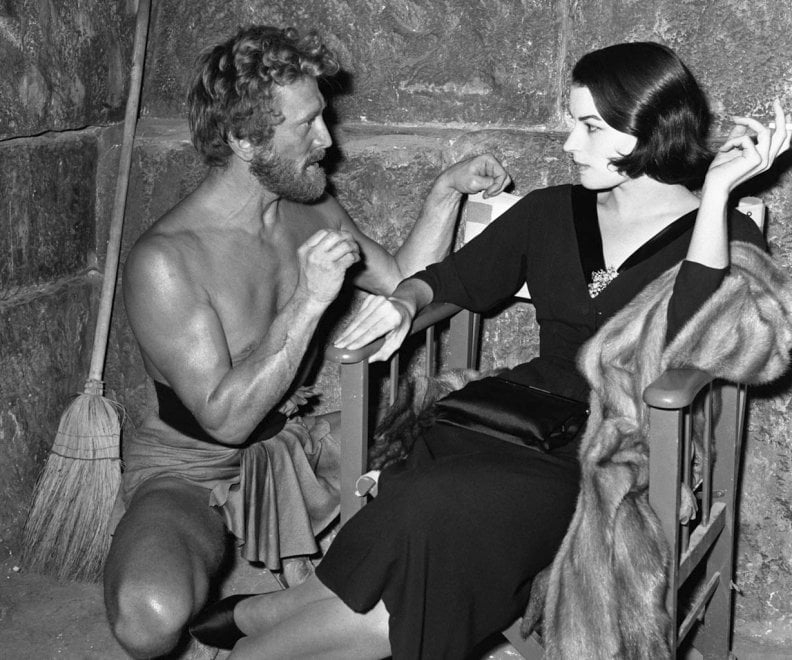
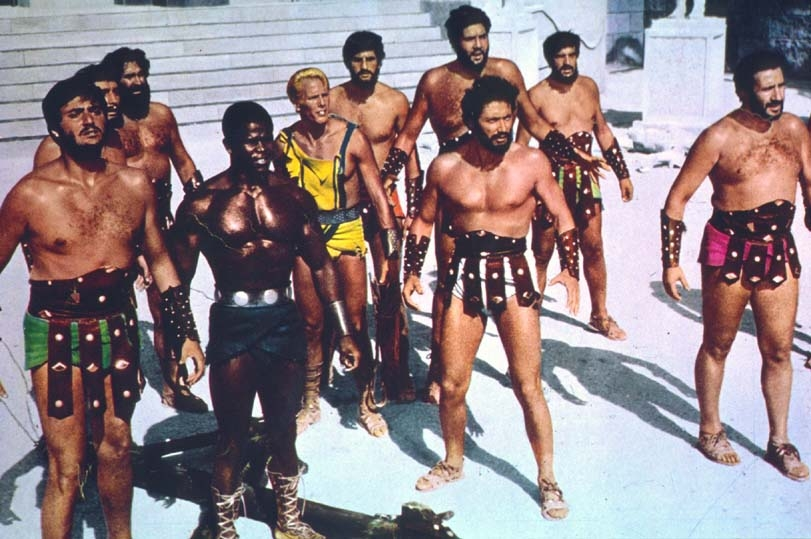